# 東京横浜電鉄新宿延伸計画
東京横浜電鉄新宿延伸計画（とうきょうよこはまでんてつしんじゅくえんしんけいかく）では、かつて東京横浜電鉄（東急電鉄の前身）により計画された東横線の渋谷駅から新宿駅までの延伸計画について述べる。同区間の延伸に関する免許は取得されていたものの、建設はされず未成線となった。

## 経緯

### 東横線の計画
東横線の計画は、1906年（明治39年）に武蔵電気鉄道が私設鉄道法に基づく申請をおこなったのが起源である。広尾天現寺を起点とし、恵比寿駅を経て西へ向かい、平沼駅（現在の横浜駅近くにあった東海道本線の駅）へ至る計画であった。同社は1908年（明治41年）に創立総会を開催し、1911年（明治44年）には下沼部から蒲田駅に至る支線とともに免許を受けた。
さらに1912年（明治45年）には祐天寺から、代々木練兵場（現在のNHK放送センター付近）を西に迂回し、小田急電鉄小田原線の代々木八幡駅付近で合流して並走し、新宿に至る路線の免許も得た。これが、本計画の元になった路線にあたる。
しかし、沿線は既に都市化が進み、さらに第一次世界大戦勃発に伴う地価高騰の影響などから用地買収に手間取り、着工ができなくなる状況に陥った。1917年（大正6年）に前述した私設鉄道法に基づく免許を失効させた上、新たに軽便鉄道法に基づいてほぼ同じ区間の認可を取得したが、資金が集まらないのは相変わらずであった。

### 東横線の建設
東横線の建設は、鉄道院官吏から武蔵電気鉄道の常務に就任した五島慶太の手に委ねられることとなる。武蔵電気鉄道建設予定地に田園都市会社という宅地会社が大規模な開発を手掛けていた、またその田園都市会社の傘下である荏原電気鉄道が取得していた現在の大井町線に当たる区間の免許を始まりに、鉄道の建設を計画していた。五島は小林一三の推薦を受け田園都市会社の鉄道事業に参画。田園都市会社の鉄道事業計画は目黒蒲田電鉄へ分離されて、目黒 - 蒲田間の鉄道建設が行われた。五島は、つづいて武蔵電気鉄道を目黒蒲田電鉄の傘下におさめ、東京横浜電鉄へと改称した。東京横浜電鉄により、住宅開発を兼ねる形で東京 - 横浜間の鉄道が建設されることになり、同時に起点は渋谷駅とされた。山手線との接続ができ、将来の発展が見込めるというのが理由であった。かくして渋谷駅を起点として東横線が建設された。

### 新宿延伸計画と頓挫
東横線の開業後、五島は都心への進出を模索し、有楽町への延伸計画も再び立ち上げたが、関東大震災後の都市計画見直しと資金の都合で流れた。一方、祐天寺 - 渋谷 - 新宿間の免許のうち、未着工であった渋谷 - 新宿間については、構想を五島に一任した上で、施行期限の延長申請を出すなどして保持し続けた。当時の計画では、現在のJR渋谷駅の西側から北に向かい、代々木練兵場を西に迂回し、代々木八幡駅付近で小田急線と合流し、新宿駅まで並走するルートだった。
1910年代から1920年代にかけては、新宿に複数の鉄道ターミナル駅が集まり、副都心としての将来性が有望視されるようになった時代であり、新宿延伸線については東京市（当時）の都市計画構想にも組み込まれ、東横線乗り入れスペースは小田急電鉄の駅敷地の西側に確保されていた。しかし山手線との並行路線を、わざわざ明治神宮の西側を迂回してまで建設するだけの資金や意義もない上、五島の関心が東京における地下鉄建設を目指した東京高速鉄道（東京メトロの前身の一つ）に移っていたこともあって、1936年（昭和11年）にこの免許も失効した。
なお、新宿駅に確保されていた東横線新宿駅の用地は、1945年（昭和20年）に京王線が空襲による変電所被災によって甲州街道のガード橋を渡れなくなった際、代替として新宿駅西口に乗り入れるための駅用地に転用された（京王線の新宿駅付近の廃駅も参照）。
太平洋戦争終戦直後の1947年（昭和22年）には、東京急行電鉄（戦時中に東京横浜電鉄から改称）が、太平洋戦争終戦直後の復興事業について東京都と帝都高速度交通営団が揉めている状況にあったことから、自前で東京駅や品川駅・新宿駅へ各線を延伸させる免許を申請した。しかし、当時の運輸省は資材や資金の不足する時代に建設できるのかと疑問を投げかけ、結局は都市交通審議会によって営団地下鉄（当時）日比谷線の計画が発表されたことなどから、1957年（昭和32年）に免許申請は取り下げられた。
それから55年以上が経過した2013年（平成25年）3月16日、東急東横線の渋谷駅が地下化されると同時に東京メトロ副都心線との相互直通運転が開始された。副都心線は新宿駅にほど近い場所にあり、共に交通結節点を構成する新宿三丁目駅を経由しており、かつて武蔵電気鉄道が夢見た新宿乗り入れが実現することとなった。